# تومالیو
تومالیو (انگلیسی: Tomalio) یک فیلم کمدی پیشا-کد به کارگردانی ری مک‌کری است که در سال ۱۹۳۳ و چند ماه پس از مرگ راسکو آرباکل منتشر شد.

## گزیدهٔ بازیگران
- راسکو آرباکل
- چارلز یودلز
- جری برگن